# TT351
La tombe thébaine TT 351 est située à Cheikh Abd el-Gournah, dans la nécropole thébaine, sur la rive ouest du Nil, face à Louxor en Égypte.
C'est la tombe d'Abaou, scribe de la cavalerie lors de la période ramesside.